# Сильвестр Обнорский
Сильве́стр (Селивестр, Селиверст) Обно́рский — ученик Сергия Радонежского, пустынножитель, основатель Воскресенского монастыря на Обноре. Почитается Русской церковью в лике преподобных, память 8 мая (по юлианскому календарю).
Древнее житие Сильвестра Обнорского не дошло до наших дней (рукопись погибла в пожаре в конце XVIII века). В сохранившихся рукописях XVII века содержатся лишь указание на дату кончины, сведения об основании монастыря и о посмертных чудесах, а также литургические тексты, свидетельствующие о почитании Сильвестра как святого. В середине XIX века профессор Московской духовной академии Сергий Смирнов, составляя краткое житие Сильвестра, руководствовался как этими источниками, так и устным преданием.
О происхождении преподобного Сильвестра сведений нет. Он принял монашеский постриг в обители Сергия Радонежского и, подобно многим его ученикам, покинул её в поисках уединения. Местом его монашеских подвигов стали берега Обноры — небольшой реки, ныне протекающей по территории Вологодской и Ярославской областей, притока реки Костромы. Позже на Обноре и в её окрестностях селилось множество монахов-отшельников; из них известны святые Павел Обнорский, Сергий Нуромский, Корнилий Комельский, Геннадий Любимоградский. После многих лет уединённой жизни к преподобному Сильвестру стали приходить ученики, желающие монашеской жизни, и он, получив благословенную грамоту от московского митрополита Алексия, построил Воскресенский храм, положив начало будущему монастырю (ныне здесь село Воскресенское Любимского района Ярославской области).
Воскресенский Обнорский монастырь в 1764 году был упразднён и преобразован в приход. В 1825 году все деревянные постройки монастыря были снесены, и на его месте был выстроен большой каменный храм. В 1860 году, по свидетельству настоятеля храма и нескольких прихожан, в храме произошло чудесное знамение: крышка гроба преподобного Сильвестра сама собой отворилась, стало видно нетленное тело святого. После этого события к мощам преподобного Сильвестра стали во множестве приходить паломники. Сохранились сведения о многочисленных чудесах, происходивших у его гроба.
В 1876 году была заказана новая рака для мощей святого. Мощи святого были утрачены в 1920-е годы, во время кампании по вскрытию мощей. Вскоре после этого храм был закрыт. В настоящее время он возвращён церкви, в нём совершаются богослужения и идут восстановительные работы.